# Sportverein Waldhof Mannheim 07 2019-2020
Questa voce raccoglie le informazioni riguardanti lo Sportverein Waldhof Mannheim 07 nelle competizioni ufficiali della stagione 2019-2020.

## Stagione
Nella stagione 2019-2020 il Mannheim, allenato da Bernhard Trares, concluse il campionato di 3. Liga al 9º posto. In Coppa di Germania il Mannheim fu eliminato al primo turno dall'Eintracht Francoforte. In Coppa Baden il Mannheim vinse la finale con il Nöttingen.

## Rosa
| N. |                        | Ruolo | Calciatore       |
| -- | ---------------------- | ----- | ---------------- |
| 1  | Germania (bandiera)    | P     | Timo Königsmann  |
| 3  | Turchia (bandiera)     | D     | Mete Çelik       |
| 4  | Germania (bandiera)    | D     | Kevin Conrad     |
| 5  | Germania (bandiera)    | D     | Marcel Seegert   |
| 6  | Germania (bandiera)    | C     | Marco Schuster   |
| 7  | Germania (bandiera)    | C     | Raffael Korte    |
| 8  | Francia (bandiera)     | C     | Dorian Diring    |
| 9  | Kosovo (bandiera)      | A     | Valmir Sulejmani |
| 10 | Germania (bandiera)    | C     | Arianit Ferati   |
| 11 | Germania (bandiera)    | A     | Jesse Weißenfels |
| 13 | Germania (bandiera)    | C     | Max Christiansen |
| 14 | Lussemburgo (bandiera) | A     | Maurice Deville  |
| 15 | Germania (bandiera)    | C     | Silas Schwarz    |
| 17 | Germania (bandiera)    | C     | Gianluca Korte   |
| 18 | Tunisia (bandiera)     | C     | Mohamed Gouaida  |

| N. |                           | Ruolo | Calciatore          |
| -- | ------------------------- | ----- | ------------------- |
| 19 | Francia (bandiera)        | A     | Mounir Bouziane     |
| 20 | Germania (bandiera)       | A     | Andis Shala         |
| 21 | Germania (bandiera)       | C     | Benedict dos Santos |
| 22 | Germania (bandiera)       | D     | Jan Just            |
| 23 | Germania (bandiera)       | D     | Michael Schultz     |
| 24 | Croazia (bandiera)        | P     | Miro Varvodić       |
| 25 | Germania (bandiera)       | P     | Markus Scholz       |
| 26 | Germania (bandiera)       | D     | Jan-Hendrik Marx    |
| 27 | Germania (bandiera)       | D     | Gerrit Gohlke       |
| 28 | Germania (bandiera)       | D     | Jonas Weik          |
| 30 | Costa d'Avorio (bandiera) | A     | Jean Koffi          |
| 31 | Germania (bandiera)       | D     | Marcel Hofrath      |
| 32 | Germania (bandiera)       | D     | Florian Flick       |
| 33 | Germania (bandiera)       | C     | Dennis Franzin      |

## Organigramma societario
Area tecnica
- Allenatore: Bernhard Trares
- Allenatore in seconda: Benjamin Sachs
- Preparatore dei portieri: Dennis Tiano
- Preparatori atletici: Dennis Findeisen

## Calciomercato

### Sessione estiva
| Acquisti | Acquisti            | Acquisti          | Acquisti |
| R.       | Nome                | da                | Modalità |
| -------- | ------------------- | ----------------- | -------- |
| C        | Max Christiansen    | Arminia Bielefeld |          |
| C        | Arianit Ferati      | Amburgo           |          |
| C        | Benedict dos Santos | Stoccarda II      |          |
| C        | Mohamed Gouaida     | Sandhausen        |          |
| A        | Jean Koffi          | Elversberg        |          |
| D        | Jan-Hendrik Marx    | Kickers Offenbach |          |

| Cessioni | Cessioni           | Cessioni             | Cessioni |
| R.       | Nome               | a                    | Modalità |
| -------- | ------------------ | -------------------- | -------- |
| C        | Sinisa Sprecakovic | Southern N.H. Penmen |          |
| D        | Mirko Schuster     | Badalona             |          |
| C        | Timo Kern          | Bayern Monaco II     |          |
| D        | Florian Flick      | Waldhof Mannheim II  |          |
| D        | Marco Meyerhöfer   | Greuther Fürth       |          |
| C        | Morris Nag         | Astoria Walldorf     |          |
| C        | Jannik Sommer      | Homburg              |          |

### Sessione invernale
| Acquisti | Acquisti      | Acquisti          | Acquisti |
| R.       | Nome          | da                | Modalità |
| -------- | ------------- | ----------------- | -------- |
| D        | Gerrit Gohlke | Kickers Offenbach |          |

| Cessioni | Cessioni        | Cessioni       | Cessioni |
| R.       | Nome            | a              | Modalità |
| -------- | --------------- | -------------- | -------- |
| C        | Sandro Loechelt | Wormatia Worms |          |

## Risultati

### 3. Liga

#### Girone di andata
| Arbitro: | Hartmann |

|                    |           |             |
| Seegert 55’ (aut.) | Marcatori | 22’ Deville |

| Mannheim 27 luglio 2019, ore 14:00 CEST 2ª giornata | Waldhof Mannheim | 0 – 0 referto | Meppen | Carl-Benz-Stadion (8 517 spett.)\| Arbitro: \| Badstübner \| |
| Arbitro:                                            | Badstübner       |               |        |                                                              |

| Arbitro: | Schröder |

|             |           |               |
| Bertram 30’ | Marcatori | 44’ Sulejmani |

| Arbitro: | Günsch |

|                                       |           |  |
| Schultz 32’ Korte 49’, 53’ Diring 89’ | Marcatori |  |

| Arbitro: | Müller |

|              |           |                          |
| Gabriele 23’ | Marcatori | 2’ Seegert 64’ Sulejmani |

| Arbitro: | Osmers |

|                                           |           |                                       |
| Diring 18’ Sulejmani 27’, 70’ Seegert 74’ | Marcatori | 30’ Stoppelkamp 33’ Vermeij 59’ Balla |

| Arbitro: | Hartmann |

|           |           |           |
| Kraus 34’ | Marcatori | 10’ Korte |

| Arbitro: | Aarnink |

|           |           |                                 |
| Korte 12’ | Marcatori | 31’ (rig.) Schuppan 62’ Vrenezi |

| Arbitro: | Sather |

|  |           |                                     |
|  | Marcatori | 48’ Deville 82’ Ferati 90’ Schuster |

| Arbitro: | Schmidt |

|                  |           |            |
| Christiansen 60’ | Marcatori | 47’ Breier |

| Arbitro: | Badstübner |

|                        |           |                              |
| Bunjaku 40’ Handle 42’ | Marcatori | 14’ Christiansen 17’ Seegert |

| Arbitro: | Alt |

|  |           |                                             |
|  | Marcatori | 45’ Nietfeld 45’ Sohm 74’ Boyd 81’ Drinkuth |

| Arbitro: | Exner |

|                     |           |                          |
| Wriedt 30’ Kern 90’ | Marcatori | 60’ Schultz 72’ Bouziane |

| Arbitro: | Pfeifer |

|  |           |                               |
|  | Marcatori | 30’, 83’ Heinrich 58’ Winkler |

| Arbitro: | Kessel |

|  |           |                                   |
|  | Marcatori | 22’ Conrad 64’ Diring 74’ Seegert |

| Mannheim 23 novembre 2019, ore 14:00 CET 16ª giornata | Waldhof Mannheim | 0 – 0 referto | Ingolstadt 04 | Carl-Benz-Stadion (7 543 spett.)\| Arbitro: \| Lossius \| |
| Arbitro:                                              | Lossius          |               |               |                                                           |

| Arbitro: | Stegemann |

|             |           |                                     |
| Hoffmann 8’ | Marcatori | 72’ Bouziane 73’ Diring 76’ Schultz |

| Mannheim 8 dicembre 2019, ore 13:00 CET 18ª giornata | Waldhof Mannheim | 0 – 0 referto | Eintracht Braunschweig | Carl-Benz-Stadion (10 452 spett.)\| Arbitro: \| Gräfe \| |
| Arbitro:                                             | Gräfe            |               |                        |                                                          |

| Arbitro: | Schultes |

|  |           |             |
|  | Marcatori | 24’ Deville |

#### Girone di ritorno
| Arbitro: | Bokop |

|                                               |           |                             |
| Bouziane 16’ Conrad 40’ Deville 53’ Koffi 85’ | Marcatori | 18’ García 27’, 44’ Hosiner |

| Arbitro: | Burda |

|  |           |              |
|  | Marcatori | 18’ Bouziane |

| Arbitro: | Haslberger |

|               |           |             |
| Sulejmani 53’ | Marcatori | 90’ Bertram |

| Arbitro: | Winkmann |

|             |           |              |
| Niemann 54’ | Marcatori | 62’ Bouziane |

| Arbitro: | Hartmann |

|           |           |                      |
| Korte 90’ | Marcatori | 23’ (aut.) Sulejmani |

| Arbitro: | Winter |

|                 |           |                                    |
| Vermeij 4’, 43’ | Marcatori | 55’, 58’ (rig.) Korte 86’ Schuster |

| Arbitro: | Reichel |

|              |           |          |
| Schuster 87’ | Marcatori | 73’ Zuck |

| Würzburg 7 marzo 2020, ore 14:00 CET 27ª giornata | Kickers Würzburg | 0 – 0 referto | Waldhof Mannheim | flyeralarm Arena (7 012 spett.)\| Arbitro: \| Schwengers \| |
| Arbitro:                                          | Schwengers       |               |                  |                                                             |

| Arbitro: | Weickenmeier |

|           |           |                         |
| Koffi 69’ | Marcatori | 33’ Osawe 64’ Kirchhoff |

| Arbitro: | Burda |

|  |           |                   |
|  | Marcatori | 85’ (rig.) Ferati |

| Arbitro: | Alt |

|                |           |            |
| Korte 47’, 84’ | Marcatori | 36’ Kreyer |

| Arbitro: | Bokop |

|                                    |           |  |
| Lindenhahn 16’ Boyd 61’ Guttau 78’ | Marcatori |  |

| Arbitro: | Stegemann |

|                     |           |                               |
| Korte 15’ Flick 75’ | Marcatori | 20’, 23’ Tillman 39’ Richards |

| Unterhaching 17 giugno 2020, ore 19:00 CEST 33ª giornata | Unterhaching | 0 – 0 referto | Waldhof Mannheim | Sportpark Unterhaching (0 spett.)\| Arbitro: \| Jöllenbeck \| |
| Arbitro:                                                 | Jöllenbeck   |               |                  |                                                               |

| Arbitro: | Lossius |

|                                   |           |                           |
| Koffi 13’ Schultz 33’ Hofrath 81’ | Marcatori | 49’ Gaines 88’ Martinovic |

| Arbitro: | Kempter |

|                                    |           |  |
| Kutschke 42’ (rig.) Thalhammer 70’ | Marcatori |  |

| Mannheim 27 giugno 2020, ore 14:00 CEST 36ª giornata | Waldhof Mannheim | 0 – 0 referto | Preußen Münster | Carl-Benz-Stadion (0 spett.)\| Arbitro: \| Siewer \| |
| Arbitro:                                             | Siewer           |               |                 |                                                      |

| Arbitro: | Sather |

|                                |           |                          |
| Kobylański 5’, 73’ Schwenk 44’ | Marcatori | 13’ Gohlke 58’ Sulejmani |

| Mannheim 4 luglio 2020, ore 14:00 CEST 38ª giornata | Waldhof Mannheim | 0 – 0 referto | Zwickau | Carl-Benz-Stadion (0 spett.)\| Arbitro: \| Hartmann \| |
| Arbitro:                                            | Hartmann         |               |         |                                                        |

### Coppa di Germania
| Arbitro: | Brych |

|                            |           |                                           |
| Sulejmani 3’, 11’ Marx 72’ | Marcatori | 21’ Kamada 45’ Kostić 76’, 81’, 88’ Rebić |

### Coppa Baden
| 21 agosto 2019, ore 19:00 CEST Terzo turno | VfR Gommersdorf | 0 – 7 | Waldhof Mannheim |  |

| 5 settembre 2019, ore 19:00 CEST Ottavi di finale | FV Nußloch | 0 – 10 | Waldhof Mannheim |  |

| 12 ottobre 2019, ore 14:00 CEST Quarti di finale | VfR Mannheim | 0 – 3 | Waldhof Mannheim |  |

| 15 agosto 2020, ore 18:00 CEST Semifinale | ASC Neuenheim | 0 – 3 | Waldhof Mannheim |  |

| 22 agosto 2020, ore 16:45 CEST Finale | Waldhof Mannheim | 4 – 1 | Nöttingen |  |

## Statistiche

### Statistiche di squadra
| Competizione      | Punti | In casa | In casa | In casa | In casa | In casa | In casa | In trasferta | In trasferta | In trasferta | In trasferta | In trasferta | In trasferta | Totale | Totale | Totale | Totale | Totale | Totale | DR  |
| Competizione      | Punti | G       | V       | N       | P       | Gf      | Gs      | G            | V            | N            | P            | Gf           | Gs           | G      | V      | N      | P      | Gf     | Gs     | DR  |
| ----------------- | ----- | ------- | ------- | ------- | ------- | ------- | ------- | ------------ | ------------ | ------------ | ------------ | ------------ | ------------ | ------ | ------ | ------ | ------ | ------ | ------ | --- |
| 3. Liga           | 56    | 19      | 5       | 9       | 5       | 25      | 27      | 19           | 8            | 8            | 3            | 27           | 20           | 38     | 13     | 17     | 8      | 52     | 47     | +5  |
| Coppa di Germania | -     | 1       | 0       | 0       | 1       | 3       | 5       | 0            | 0            | 0            | 0            | 0            | 0            | 1      | 0      | 0      | 1      | 3      | 5      | -2  |
| Coppa Baden       | -     | 1       | 1       | 0       | 0       | 4       | 1       | 4            | 4            | 0            | 0            | 23           | 0            | 5      | 5      | 0      | 0      | 27     | 1      | +26 |
| Totale            | 56    | 21      | 6       | 9       | 6       | 32      | 33      | 23           | 12           | 8            | 3            | 50           | 20           | 44     | 18     | 17     | 9      | 82     | 53     | +29 |

### Andamento in campionato
| Giornata  | 1 | 2  | 3  | 4 | 5 | 6 | 7 | 8 | 9 | 10 | 11 | 12 | 13 | 14 | 15 | 16 | 17 | 18 | 19 | 20 | 21 | 22 | 23 | 24 | 25 | 26 | 27 | 28 | 29 | 30 | 31 | 32 | 33 | 34 | 35 | 36 | 37 | 38 |
| --------- | - | -- | -- | - | - | - | - | - | - | -- | -- | -- | -- | -- | -- | -- | -- | -- | -- | -- | -- | -- | -- | -- | -- | -- | -- | -- | -- | -- | -- | -- | -- | -- | -- | -- | -- | -- |
| Luogo     | T | C  | T  | C | T | C | T | C | T | C  | T  | C  | T  | C  | T  | C  | T  | C  | T  | C  | T  | C  | T  | C  | T  | C  | T  | C  | T  | C  | T  | C  | T  | C  | T  | C  | T  | C  |
| Risultato | N | N  | N  | V | V | V | N | P | V | N  | N  | P  | N  | P  | V  | N  | V  | N  | V  | V  | V  | N  | N  | N  | V  | N  | N  | P  | V  | V  | P  | P  | N  | V  | P  | N  | P  | N  |
| Posizione | 9 | 13 | 14 | 9 | 5 | 4 | 6 | 8 | 5 | 5  | 5  | 9  | 9  | 11 | 6  | 8  | 7  | 7  | 7  | 3  | 3  | 4  | 4  | 4  | 3  | 3  | 2  | 4  | 2  | 2  | 4  | 7  | 7  | 7  | 7  | 8  | 9  | 9  |

Legenda:

Luogo: C = Casa; T = Trasferta. Risultato: V = Vittoria; N = Pareggio; P = Sconfitta.

### Statistiche dei giocatori
| Giocatore       | 3. Liga  | 3. Liga | 3. Liga     | 3. Liga    | Coppa di Germania | Coppa di Germania | Coppa di Germania | Coppa di Germania | Totale   | Totale | Totale      | Totale     |
| Giocatore       | Presenze | Reti    | Ammonizioni | Espulsioni | Presenze          | Reti              | Ammonizioni       | Espulsioni        | Presenze | Reti   | Ammonizioni | Espulsioni |
| --------------- | -------- | ------- | ----------- | ---------- | ----------------- | ----------------- | ----------------- | ----------------- | -------- | ------ | ----------- | ---------- |
| J. Bartels      | 0        | 0       | 0           | 0          | 0                 | 0                 | 0                 | 0                 | 0        | 0      | 0           | 0          |
| M. Bouziane     | 26       | 5       | 2           | 0          | 0                 | 0                 | 0                 | 0                 | 26       | 5      | 2           | 0          |
| M. Christiansen | 29       | 2       | 5           | 1          | 1                 | 0                 | 1                 | 0                 | 30       | 2      | 6           | 1          |
| K. Conrad       | 32       | 2       | 2           | 0          | 1                 | 0                 | 0                 | 0                 | 33       | 2      | 2           | 0          |
| M. Deville      | 29       | 4       | 4           | 0          | 1                 | 0                 | 0                 | 0                 | 30       | 4      | 4           | 0          |
| D. Diring       | 17       | 4       | 5           | 0          | 1                 | 0                 | 0                 | 0                 | 18       | 4      | 5           | 0          |
| A. Donkor       | 0        | 0       | 0           | 0          | 0                 | 0                 | 0                 | 0                 | 0        | 0      | 0           | 0          |
| A. Ferati       | 26       | 2       | 7           | 1          | 1                 | 0                 | 0                 | 0                 | 27       | 2      | 7           | 1          |
| F. Flick        | 13       | 1       | 2           | 0          | 0                 | 0                 | 0                 | 0                 | 13       | 1      | 2           | 0          |
| D. Franzin      | 1        | 0       | 0           | 0          | 0                 | 0                 | 0                 | 0                 | 1        | 0      | 0           | 0          |
| G. Gohlke       | 8        | 1       | 1           | 0          | 0                 | 0                 | 0                 | 0                 | 8        | 1      | 1           | 0          |
| M. Gouaida      | 21       | 0       | 1           | 0          | 0                 | 0                 | 0                 | 0                 | 21       | 0      | 1           | 0          |
| M. Hofrath      | 27       | 1       | 3           | 0          | 0                 | 0                 | 0                 | 0                 | 27       | 1      | 3           | 0          |
| J. Just         | 7        | 0       | 0           | 0          | 0                 | 0                 | 0                 | 0                 | 7        | 0      | 0           | 0          |
| J. Koffi        | 37       | 3       | 4           | 0          | 1                 | 0                 | 0                 | 0                 | 38       | 3      | 4           | 0          |
| G. Korte        | 33       | 9       | 5           | 0          | 1                 | 0                 | 0                 | 0                 | 34       | 9      | 5           | 0          |
| R. Korte        | 2        | 1       | 1           | 0          | 0                 | 0                 | 0                 | 0                 | 2        | 1      | 1           | 0          |
| T. Königsmann   | 29       | 0       | 1           | 0          | 0                 | 0                 | 0                 | 0                 | 29       | 0      | 1           | 0          |
| S. Loechelt     | 1        | 0       | 0           | 0          | 0                 | 0                 | 0                 | 0                 | 1        | 0      | 0           | 0          |
| J. Marx         | 38       | 0       | 1           | 0          | 1                 | 1                 | 0                 | 0                 | 39       | 1      | 1           | 0          |
| M. Mikona       | 0        | 0       | 0           | 0          | 0                 | 0                 | 0                 | 0                 | 0        | 0      | 0           | 0          |
| B. Santos       | 13       | 0       | 2           | 0          | 0                 | 0                 | 0                 | 0                 | 13       | 0      | 2           | 0          |
| M. Scholz       | 8        | 0       | 0           | 0          | 1                 | 0                 | 0                 | 0                 | 9        | 0      | 0           | 0          |
| M. Schultz      | 35       | 4       | 6           | 0          | 1                 | 0                 | 0                 | 0                 | 36       | 4      | 6           | 0          |
| M. Schuster     | 37       | 3       | 8           | 0          | 1                 | 0                 | 0                 | 0                 | 38       | 3      | 8           | 0          |
| S. Schwarz      | 3        | 0       | 1           | 0          | 0                 | 0                 | 0                 | 0                 | 3        | 0      | 1           | 0          |
| M. Seegert      | 27       | 4       | 5           | 0          | 1                 | 0                 | 1                 | 0                 | 28       | 4      | 6           | 0          |
| A. Shala        | 1        | 0       | 0           | 0          | 0                 | 0                 | 0                 | 0                 | 1        | 0      | 0           | 0          |
| V. Sulejmani    | 18       | 6       | 0           | 0          | 1                 | 2                 | 0                 | 0                 | 19       | 8      | 0           | 0          |
| M. Varvodić     | 3        | 0       | 0           | 0          | 0                 | 0                 | 0                 | 0                 | 3        | 0      | 0           | 0          |
| J. Weik         | 2        | 0       | 0           | 0          | 0                 | 0                 | 0                 | 0                 | 2        | 0      | 0           | 0          |
| J. Weißenfels   | 0        | 0       | 0           | 0          | 0                 | 0                 | 0                 | 0                 | 0        | 0      | 0           | 0          |
| M. Çelik        | 22       | 0       | 2           | 0          | 1                 | 0                 | 0                 | 0                 | 23       | 0      | 2           | 0          |